# Болераз

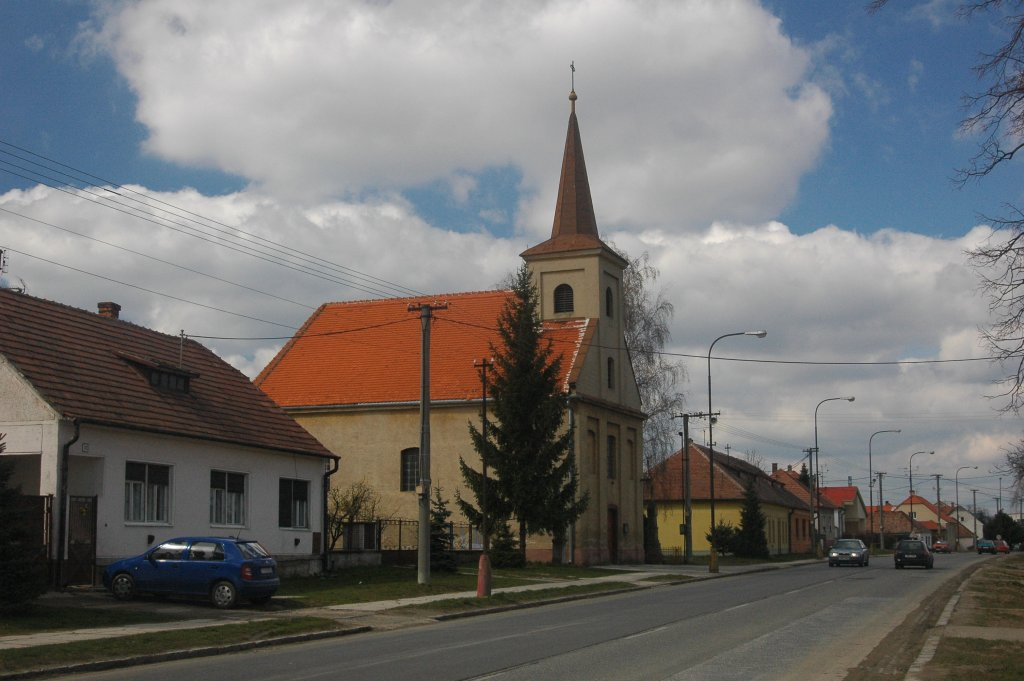
Церковь в Болераз-Клчованах

Болераз, словац. Boleráz, в Австро-Венгерской империи — Белахаз, венг. Bélaház — муниципалитет в районе Трнава Трнавского края, Словакия.
По археологическим находкам в Болеразе назван один из вариантов баденской археологической культуры.

## Население
| Год:                | 1994 | 2004    | 2014    | 2024    |
| ------------------- | ---- | ------- | ------- | ------- |
| Количество человек: | 1988 | 2062    | 2262    | 2395    |
| Разница:            |      | +3,72 % | +9,69 % | +5,87 % |